# تامپسون کراس‌رودز (تنسی)
تامپسون کراس‌رودز (به انگلیسی: Thompson Crossroads) یک منطقهٔ مسکونی در ایالات متحده آمریکا است که در شهرستان هاردین، تنسی واقع شده‌است. تامپسون کراس‌رودز ۱۶۴٫۹ متر بالاتر از سطح دریا واقع شده‌است.